# František Klinovský
František Klinovský (* 6. října 1964, Piešťany) je bývalý československý fotbalista a dlouholetý komunální politik. Jeho syn, František Klinovský (mladší), se významně zasloužil o rozvoj a zviditelnění footgolfu v Česku a na Slovensku, kde spoluzakládal první oficiální klub tohoto sportu.

## Fotbalová kariéra
Jako talentovaný záložník debutoval ve Spartaku Trnava, v roce 1992 přestoupil do Slovanu Bratislava. Dále hrál za Bohemians Praha. V československé a české lize nastoupil ke 184 utkáním a dal 20 gólů. V Poháru mistrů evropských zemí nastoupil ve 3 utkáních a v Poháru vítězů pohárů ve 2 utkáních. Vítěz Slovenského a Československého poháru 1986 a vítěz Slovenského a finalista Československého poháru 1991.

## Ligová bilance
| Ročník                                        | Zápasy | Góly | Minuty | Klub                 |
| --------------------------------------------- | ------ | ---- | ------ | -------------------- |
| 1. československá fotbalová liga 1985/1986    | 16     | 3    | 1266   | Spartak Trnava       |
| 1. československá fotbalová liga 1986/1987    | 29     | 2    | 2451   | Spartak Trnava       |
| 1. československá fotbalová liga 1987/1988    | 30     | 3    | 2384   | Spartak Trnava       |
| 1. československá fotbalová liga 1988/1989    | 25     | 1    | 2112   | Spartak Trnava       |
| 1. československá fotbalová liga 1989/1990    | 16     | 2    | 1225   | Spartak Trnava       |
| 1. slovenská národní fotbalová liga 1990/1991 | -      | -    | -      | Spartak Trnava       |
| 1. československá fotbalová liga 1991/1992    | 28     | 3    | 2311   | Spartak Trnava       |
| 1. československá fotbalová liga 1992/1993    | 26     | 5    | 2017   | ŠK Slovan Bratislava |
| 1. česká fotbalová liga 1993/1994             | 14     | 1    | -      | Bohemians Praha      |
| Mars superliga 1993/1994                      | 10     | 1    | -      | ŠK Slovan Bratislava |
| Mars superliga 1994/1995                      | 9      | 0    | -      | ŠK Slovan Bratislava |
| CELKEM 1. československá fotbalová liga       | 170    | 19   | -      |                      |
| CELKEM 1. česká fotbalová liga                | 14     | 1    | -      |                      |

## Politická a veřejná služba
Po ukončení aktivní sportovní kariéry se zapojil do komunální politiky. Od roku 2002 působí jako starosta obce Krakovany v okrese Piešťany. Ve volbách v roce 2018 i 2022 byl opětovně zvolen jako nezávislý kandidát s podporou občanů. Během svého působení prosadil řadu projektů v oblasti infrastruktury, modernizace obce i kulturního života.